# Paris, Texas
Paris, Texas è un film del 1984 diretto da Wim Wenders, vincitore della Palma d'oro come miglior film al Festival di Cannes 1984.
Il titolo del film richiama il nome di Paris, città del Texas e capoluogo della contea di Lamar.
Il film vede tra gli attori, oltre a Harry Dean Stanton e Nastassja Kinski, il piccolo Hunter Carson che qui debuttò sul grande schermo.

## Trama
Un uomo cammina da solo tra le rocce di una zona desertica nei pressi del confine tra Messico e Stati Uniti d'America. Entrato in una stazione di servizio, sviene e viene soccorso da un medico che, cercando nelle sue tasche, trova l'indirizzo del fratello Walt, che vive a Los Angeles. Walt parte per riportare a casa il fratello, Travis, scomparso da 4 anni e ora chiuso in un quasi assoluto mutismo. Durante il lungo viaggio di ritorno, Travis riesce a dire solamente che anni addietro ha comprato un lotto di terra a Paris, nel Texas, dove la madre gli confidò d'essere stato concepito. Arrivati a casa, Travis rincontra suo figlio Hunter, che ora ha 8 anni e vive con la zia Anne e lo zio Walt, che lui chiama mamma e papà, dopo che la madre Jane, anche lei scomparsa, ha affidato il bambino ai cognati.
Dopo un'iniziale riluttanza, col tempo il piccolo Hunter s'affeziona al padre, che pian piano diviene più disinvolto. Una sera Anne confida a Travis che sua moglie Jane ogni mese effettua un versamento su un conto corrente a nome di Hunter e che la banca dove avviene l'operazione si trova a Houston. Travis decide di partire, insieme al figlio, alla ricerca della donna. Arrivati a Houston, i due s'appostano davanti alla banca, vedono Jane e la seguono in macchina. Travis scopre che la moglie lavora in un peep show, dove le donne si esibiscono in piccole cabine attrezzate con uno specchio semiriflettente, che impedisce loro di vedere i clienti dall'altra parte.
Travis, dopo un primo incontro nel quale non si fa riconoscere, ritorna nel locale per parlare con Jane e raccontarle una storia: nonostante la differenza d'età, Travis e Jane erano innamorati, ma dopo qualche anno, la vita coniugale si complicò e l'uomo diventò morbosamente geloso, finendo anche nel tunnel dell'alcolismo. Dopo l'incendio della roulotte nella quale vivevano, Travis si risvegliò senza trovare moglie e figlio e da quel giorno cominciò a vagabondare. Per riparare al male fatto in passato ai suoi amati, Travis vuole ricongiungere Jane con Hunter, ma si rifiuta di rincontrare la donna. Dopo averle detto il numero della stanza d'albergo in cui il figlio la aspetta, Travis esce di scena. Jane mantiene la parola e raggiunge il figlio, che si lascia andare ad un tenero abbraccio.

## Produzione

### Sceneggiatura
Sam Shepard e Wim Wenders scrissero solamente la prima metà della sceneggiatura, convinti che l'ispirazione per la prosecuzione della storia sarebbe venuta sul set a riprese inoltrate. A causa di continui rinvii per la difficoltà nel reperire i fondi necessari per la produzione Sam Shepard si ritrovò impegnato a lavorare a un altro film quando Paris, Texas raggiunse il punto in cui la sceneggiatura finiva.
Wim Wenders fu aiutato da Kit Carson, che era sempre presente sul set essendo il padre di Hunter Carson, per alcune scene. In seguito Wenders spedì ciò che aveva scritto a Sam Shepard, che a sua volta dettò per telefono al regista i dialoghi tra Harry Dean Stanton e Nastassja Kinski delle due scene madri del film, che si svolgono all'interno della cabina del peep-show.

### Riprese
Il film è stato girato seguendo l'ordine cronologico della sceneggiatura. Solamente il filmato Super 8, che ritrae la famiglia anni prima della vicenda narrata nel film, fu girato personalmente da Wim Wenders al termine delle riprese.
Le riprese si sono svolte solo in minima parte nella città del titolo e la rappresenta assai diversa da com'è in realtà, tanto che gli abitanti hanno preso le distanze dal film e dalla produzione.

### Colonna sonora
La colonna sonora è stata realizzata da Ry Cooder, facendo largo uso delle steel guitar.

## Riconoscimenti
- 1984 - Festival di Cannes
  - Palma d'oro
  - Premio FIPRESCI
  - Premio della giuria ecumenica
- Premi BAFTA 1985
  - Miglior regista a Wim Wenders
  - Nomination Miglior film
  - Nomination Migliore colonna sonora a Ry Cooder
  - Nomination Migliore sceneggiatura non originale a Sam Shepard
- David di Donatello 1985
  - David René Clair a Wim Wenders
  - Nomination Miglior film straniero
  - Nomination Migliore attrice straniera a Nastassja Kinski

- Premio Bodil 1985
  - Miglior film europeo
- Fotogrammi d'argento 1985
  - Miglior film straniero
- London Critics Circle Film Awards 1985
  - Film dell'anno
- National Board of Review Award 1984
  - Migliori dieci film
- Golden Globe 1985
  - Nomination Miglior film straniero
- Premi César 1985
  - Nomination Miglior film straniero

## Curiosità
- Il film è dedicato alla critica cinematografica tedesca Lotte H. Eisner, morta durante le riprese del film. Per Wim Wenders è stata una persona molto importante che ha contribuito alla diffusione del Nuovo cinema tedesco.
- Claire Denis lavorò a questo film come assistente alla regia di Wim Wenders.
- Questo film ha ispirato il nome di due band musicali: i Travis e i Texas.[3]
- Il noto monologo recitato da Harry Dean Stanton è inserito all'inizio del brano  Glasgow della band screamo italiana Øjne.